# Heat (canción de Kelly Clarkson)
"Heat" es una canción de la artista estadounidense Kelly Clarkson, desprendido de su octavo álbum de estudio, Meaning of Life (2017). Originalmente escrita y producida por el dúo de producción The Monarch, la versión final de la pista está coescrita y coproducida por Mick Schultz con la escritura adicional de Michael Pollack y la producción del cantante estadounidense Jessica Ashley Karpov y la producción vocal de Jesse Shatkin. Atlantic Records lanzó la canción como el tercer sencillo del álbum el 27 de julio de 2018, con una versión remix del DJ británico Luke Solomon. Alcanzó el número uno en la lista de canciones de Billboard Dance Club de Estados Unidos en marzo de 2019. La canción apareció en la serie de Netflix Soundtrack.

## Antecedentes
"Heat" fue escrita originalmente por el dúo de producción The Monarch y Michael Pollack para el álbum debut de Clarkson para Atlantic Records. Según Mick Schultz, el presidente y director ejecutivo de Atlantic, Craig Kallman, y la gerente de A&R, Carrie West, se acercaron a él y a su colaborador frecuente Jessica Ashley para volver a producir la pista después de terminar de grabar otra canción, "Medicine", para Clarkson. Describió la grabación original como "rockera y conmovedora", y finalmente produjo dos versiones de la misma. Recordó que el proceso tomó días y comentó: "Ellos (Atlantic) me dijeron que querían algo fuera de la caja, así que traté de pensar realmente en hacer algo. Terminé con (la versión) que está en el álbum ahora." Schultz y Harlœ luego recibieron créditos de coautoría por la canción. Un número soul uptempo, Clarkson describió su letra como un compromiso total con una relación. La colaboradora de Rolling Stone, Maura Johnston, describió su música como una reminiscencia de los "éxitos optimistas teñidos de alma de los años noventa mientras que posee una energía decididamente del siglo XXI". El editor senior de AllMusic, Stephen Thomas Erlewine, también señaló que la canción tiene un "poco de fuego evangélico", mientras que Katherine St. Asaph de Spin la comparó con las colaboraciones de Adele con Max Martin.

## Lista de canciones
| N.º | Título                         | Duración |  |
| 1.  | «Heat» (Luke Solomon Remix)    | 3:31     |  |
| 2.  | «Heat» (Luke Solomon Fire Dub) | 5:11     |  |

| N.º | Título | Duración |  |
| 1.  | «Heat» | 3:10     |  |

| N.º | Título                      | Duración |  |
| 1.  | «Heat» (Niko the Kid Remix) | 3:32     |  |

| N.º | Título                      | Duración |  |
| 1.  | «Heat» (Paul Morrell Remix) | 3:20     |  |

| N.º | Título                                                         | Duración |  |
| 1.  | «Heat» (Easy Star All-Stars & Michael Goldwasser Reggae Remix) | 2:56     |  |

| N.º | Título                         | Duración |  |
| 1.  | «Heat» (Wolves by Night Remix) | 3:09     |  |

| N.º | Título               | Duración |  |
| 1.  | «Heat» (Bynon Remix) | 3:32     |  |